# Don't Tell Ma (EP)
Don't Tell Ma è il primo EP della cantante statunitense Peg Parnevik, pubblicato il 23 giugno 2017 dalla The Kennel AB e Sony Entertainment Sweden.
È stato anticipato dall'estratto omonimo.

## Tracce
1. Don't Tell Ma – 2:58
2. Get in My Feelings – 2:30
3. 10K Angels – 3:18
4. Got Me Good – 3:29
5. Casual – 2:50
6. O'Boy – 3:20